# Ana Terra (compositora)
Ana Maria Terra Borba Caymmi, ou simplesmente Ana Terra (Rio de Janeiro, 20 de maio de 1950) é uma letrista, escritora e produtora audiovisual brasileira.

## Composições
Cerca de 100 músicas gravadas por importantes intérpretes no Brasil e no exterior:
- Elis Regina - “Essa Mulher”, “Pé sem Cabeça”, “Sai Dessa”
- Milton Nascimento e Nana Caymmi - “Meu Menino”
- Maria Bethânia - “Da Cor Brasileira"
- Emílio Santiago - “Ensaios de amor” e “É só uma canção”
- Barão Vermelho e Angela Ro Ro - “Amor meu grande amor”
- Elton Medeiros - "Virando pó","Mãe e filha","Direito à vida"
- Sueli Costa - “Insana”,“Minha arte”
- Lisa Ono - “Eu sou carioca”,“Os dois”,"Diz a ela","Me nina","Me leva", "Essência"
- Mart'nália - “Sai dessa”
- Zizi Possi - Mãe e filha
- Danilo Caymmi LP Cheiro Verde

## Livros
- “Letras e Canções” (poesia)
- “Estrela” (prosa)